# Żale (tom wierszy)
Żale (oryg. fr. Les Regrets) – tom 191 sonetów Joachima du Bellaya

## Okoliczności powstania utworu
Podobnie jak Starożytności Rzymskie, du Bellay pisał Żale w czasie pobytu w Rzymie, widząc hipokryzję wyższych środowisk kościelnych i tracąc nadzieję na karierę dyplomatyczną. W tym okresie powstała większość - 127 - sonetów. Dziesięć kolejnych powstawało w czasie drogi powrotnej do Francji, ostatnie 42 już w kraju. 

## Treść
W pierwszych utworach tomu du Bellay podkreślał odmienny charakter tej poezji od wcześniejszych utworów powstających w kręgu Plejady - zrezygnował z naśladownictwa twórczości antycznej, podkreślając, że Żale są przede wszystkim poezją osobistą. Ślad inspiracji starożytnej widać jedynie w tytule, który powstał na podstawie dzieła Tristia Owidiusza. 
Żale łączą w sobie wątki elegijne i satyryczne. Podmiot liryczny sonetów wyraża swoje rozczarowanie pobytem na emigracji, tęsknotę za ojczyzną, pragnienie powrotu do dawnego, spokojnego, zgodnego z tradycją życia. Kontrastuje surowość życia z płonnymi nadziejami, jakie niegdyś wobec niego żywił. Jedyną pociechę znajduje we wspomnieniach swojego kraju: Francja jest dla niego nie tylko osobistą, utraconą ojczyzną, ale i krajem przodującym w sztuce, nauce i wojskowości. 
Część sonetów utrzymana jest z kolei w konwencji satyrycznej: du Bellay wyśmiewa hipokryzję dworu francuskiego oraz wyższego kleru rzymskokatolickiego. Jałowość życia towarzyskiego w kręgach dworskich połączona z ostentacyjną dbałością o zachowanie konwenansów zostaje poddana ironicznej krytyce. Inspiracją dla poety mogła być tutaj twórczość włoskiego twórcy Burchiella, autora utrzymanych w podobnym tonie satyr.

## Forma
Cykl składa się ze 191 sonetów napisanych aleksandrynem z zachowaniem zasady przemiennego stosowania rymów męskich i żeńskich, o dominującym schemacie wersyfikacyjnym ABBA ABBA CCD EED, rzadziej CCD EDE. Du Bellay, dla zachowania większego autentyzmu ukazanych emocji, rezygnuje jednak z postulowanej w Obronie i uświetnieniu języka francuskiego staranności leksykalnej, gier słownych i przy opracowywaniu rymów.